# Syngonium chiapense
Syngonium chiapense är en kallaväxtart som beskrevs av Eizi Matuda. Syngonium chiapense ingår i släktet Syngonium och familjen kallaväxter. Inga underarter finns listade.